# 湖棲兔脂鯉
湖棲兔脂鯉（学名：Leporinus lacustris）為輻鰭魚綱脂鯉目脂鯉亞目上口脂鯉科的其中一個種，分布於南美洲巴拉那河流域，體長可達20.3公分，棲息在植被生長茂密的水域，生活習性不明。
其种加词“lacustris”意为“湖沼的”。